# Johann Gottfried Leonhardi
Johann Gottfried Leonhardi (* 18. Juni 1746 in Leipzig; † 11. Januar 1823 in Dresden) war ein deutscher Mediziner.

## Leben
Johann Gottfried wurde als Sohn des Arztes und Doktors der Medizin David Leonhardi (* 31. Oktober 1693 in Reichenbach/Vogtland; † 24. August 1768 in Leipzig) und dessen Frau Johanna Elisabeth Dobenecker (* 7. Februar 1707 in Leipzig; † 30. Dezember 1764 ebenda) geboren. Durch Privatlehrer und durch seinen Bruder, den Arzt Dr. med. Christian David Leonhardi (* 30. Dezember 1736 in Leipzig; † 16. März 1806 ebenda), wurden ihm die Anfangsgründe einer gediegenen Bildung vermittelt. Mit dreizehn Jahren bezog er 1759 das Gymnasium der Thomasschule in Leipzig. Im Sommersemester 1764 immatrikulierte er sich an der Universität Leipzig. Dort erwarb er sich am 5. Dezember 1767 das Baccaulaurat der Philosophie und erlangte am 14. Februar 1771 den akademischen Grad eines Magisters der Philosophie. Am 25. Oktober 1771 verteidigte er die Abhandlung De Resorptionis In Corpore Humano Praeter Naturam Impeditae Causis Atque Noxis und erlangte damit die Promotion zum Doktor der Medizin. 1781 wurde er außerordentlicher Professor der Medizin an der Leipziger Akademie, welches Amt er am 28. April 1781 mit der Rede Aerologiae Physico-Chemicae Recentioris Primae Lineae antrat.
Im Jahr darauf folgte er einem Ruf als Professor der Anatomie und Botanik an die Universität Wittenberg und erlangte hier 1782 den Lehrstuhl für Pathologie und Chirurgie. Mitte Juli 1791 siedelte er als kurfürstlicher Leibarzt und Hofrat nach Dresden über. Er durfte seine Professuren behalten, musste aber dafür einen Substituten stellen. Dennoch blieb er der Wittenberger Akademie verbunden. Nachdem er mehrfach das Dekanat der medizinischen Fakultät innehatte, bekleidete er im Sommersemester 1791 und in den Wintersemestern 1785, 1801 sowie 1807 das Rektorat der Wittenberger Hochschule. Im Jahr 1789 wurde er zum Mitglied der Leopoldina gewählt.
1781 gab er eine deutsche Ausgabe des einflussreichen chemischen Lexikons von Pierre-Joseph Macquer heraus, das er übersetzte und mit Anmerkungen versah.

## Familie
Leonhardi hatte sich am 6. Januar 1776 in Leipzig mit Christine Wilhelmine Zerener (* 1. Januar 1757 in Halle (Saale); † 30. Dezember 1816 in Dresden), der Tochter des Arztes Dr. med. Johann Nicolaus Zerener (* 14. Dezember 1723 in Halle; † ± 1770) und dessen Frau Friederike Wilhelmine (geb. Reinhardt, * 5. März 1730 in Halle (Saale); † 23. April 1783 in Leipzig), verheiratet. Aus der Ehe stammen Kinder. Von diesen kennt man:
1. Sohn Gottfried Wilhelm Leonhardi, (* 24. März 1779 in Leipzig; † 19. Februar 1857 in Plauen), Uni. Wittenberg (deponiert 22. Juli 1782), Oberst d. königlich sächsischen Armee, Direktor der königlich sächsischen Artillerieschule Dresden, 18.04.1844 Ruhestand, ⚭ Johanna Theodora Schubert, Pfarrerstochter aus Beicha bei Lommatzsch,
2. Sohn Friedrich Christian Leonhardi, (* 9. Januar 1781 in Leipzig; † 6. November 1843 in Wilsdruff/Sachsen), Advokat und Gerichtsdirektor Wilsdruff, ⚭ 18. Juni 1804 mit Wilhelmine Theodora Flemming, aus Kötzschenbroda,
3. Tochter Christiane Henriette Leonhardi (* 1. Juli 1785 in Wittenberg; † 8. November 1861 in Reußlitz bei Nossen), ⚭ 24. April 1804 mit dem Pfarrer in Taubenheim bei Dresden Christian Gottlieb Dillner,
4. Tochter Karoline Wilhelmine Leonhardi (* 14. Dezember 1786 in Wittenberg; † 8. Juli 1850 in Dresden), ⚭ 6. Januar 1803 in Kötzschenbroda mit dem Arzt, Dr. med., Carl August Flemming, (* 17. Dezember 1775 in Dresden; † 16. Dezember 1832 ebenda),[5]
5. Sohn Gustav Ernst Wilhelm Leonhardi (* 3. Mai 1789 in Wittenberg; † November 1849 (1853) in Colditz), Uni. Wittenberg (21. Mai 1790 deponiert), 1809 2. Katechet am Ehrlich-Institut Dresden, 30. April 1810 Magister der Philosophie Uni. Wittenberg, 1812 1. Katechet am Ehrlich-Institut Dresden, 1814 Diakon Annenkirche Dresden, 1817 5. Diakon Kreuzkirche Dresden, 1818 4. Diakon ebenda, 1820 3 Diakon ebenda, 1824 2. Diakon ebd. 1848 resigniert er seine geistlichen Ämter, ⚭ 18. Juni 1812 mit Christiane Juliane Hauffe, von Dresden,
6. Sohn Johann Wilhelm Carl Leonhardi (* 17. Mai 1792 in Dresden; † 8. Oktober 1792 ebenda)
7. Sohn Ferdinand Heinrich Friedrich Leonhardi (* 10. November 1793 in Dresden; † 29. April 1865 ebenda), Uni. Wittenberg (deponiert 17. Oktober 1800), Dr. med., Königlich sächsischer Hofrat Dresden, ⚭ 9. November 1818 mit Auguste Fleck, von Dresden,
8. Tochter Ernestine Johanna Friederike Leonhardi (* 5. August 1798 in Dresden; † 6. Mai 1837 in Würschnitz bei Radeburg) ⚭ 18. Juni 1820 mit dem Königlich sächsischen Förster in Würschnitz, später Oberförster in Leipzig Johann Christian Kühnert,

## Werkauswahl
- Kurzer Umriss der neuern Entdeckungen über die Luftgattungen. Crusius, Leipzig 1782. (Digitalisat)
- Vinorvm Alborvm Metallici Contagii Svspectorvm Docimasiae Cvrae Repetitae Et Novae ... Praeside Iohanne Gottfried Leonhardi. Wittenberg 1787
- Chymisches Wörterbuch oder Allgemeine Begriffe der Chymie nach alphabetischer Ordnung. Weidmann, Leipzig 1791.
- Neue Zusätze und Anmerkungen zu Macquers Chymischem Wörterbuche erster Ausgabe. Weidmann, Leipzig 1792. (Digitalisat Band 1), (Band 2)
- De Resorptionis In Corpore Humano Praeter Naturam Impeditae Causis Atque Noxis. Langenhem, Leipzig 1771. (Digitalisat)